# Jiří z Cambridge
Princ Jiří, vévoda z Cambridge (George William Frederick Charles; 26. března 1819 – 17. března 1904), byl člen britské královské rodiny, vnuk krále Jiřího III. z mužské linie a bratranec královny Viktorie. Vévoda byl povoláním armádní důstojník a v letech 1856 až 1895 sloužil jako vrchní velitel sil (vojenský velitel britské armády). V roce 1850 se stal vévodou z Cambridge a v roce 1862 polním maršálem. Byl hluboce oddaný staré armádě a spolupracoval s královnou Viktorií na zrušení nebo minimalizaci každého reformního návrhu, jako je zřízení generálního štábu. Jeho armáda se stala skomírající a stagnující institucí. Jeho slabiny dramaticky odhalila špatná organizace na začátku druhé búrské války.

## Mládí
Princ Jiří se narodil v Cambridge House. Jeho otcem byl princ Adolf, vévoda z Cambridge, sedmý syn krále Jiřího III. a královny Šarloty. Jeho matkou byla vévodkyně z Cambridge (rozená princezna Augusta Hesensko-Kaselská).
Pokřtěn byl v Cambridge House (94 Piccadilly, Londýn) 11. května 1819 reverendem Johnem Sanfordem, domácím kaplanem jeho otce. Jeho kmotry byli princ regent (zastoupený vévodou z Clarence a St Andrews), vévoda z Clarence a St Andrews (zastoupený 4. hrabětem z Mayo) a württemberská královna vdova (zastoupená hraběnkou z Mayo).

## Tituly a oslovení
- 26. března 1819 – 8. července 1850: Jeho královská Výsost princ Jiří z Cambridge
- 8. července 1850 – 17. března 1904: Jeho královská Výsost vévoda z Cambridge

Jako vnuk z mužské linie hannoverského krále nesl princ Jiří z Cambridge také tituly „princ hannoverský“ a „vévoda z Brunšviku a Lüneburgu“.
Jeho titul, „vévoda z Cambridge“, po jeho smrti zanikl. K obnovení došlo až o 107 let později, kdy Alžběta II. udělila titul svému vnukovi, princi Williamovi, 29. dubna 2011, v den jeho svatby.